# Friedenskirche (Offenbach am Main)

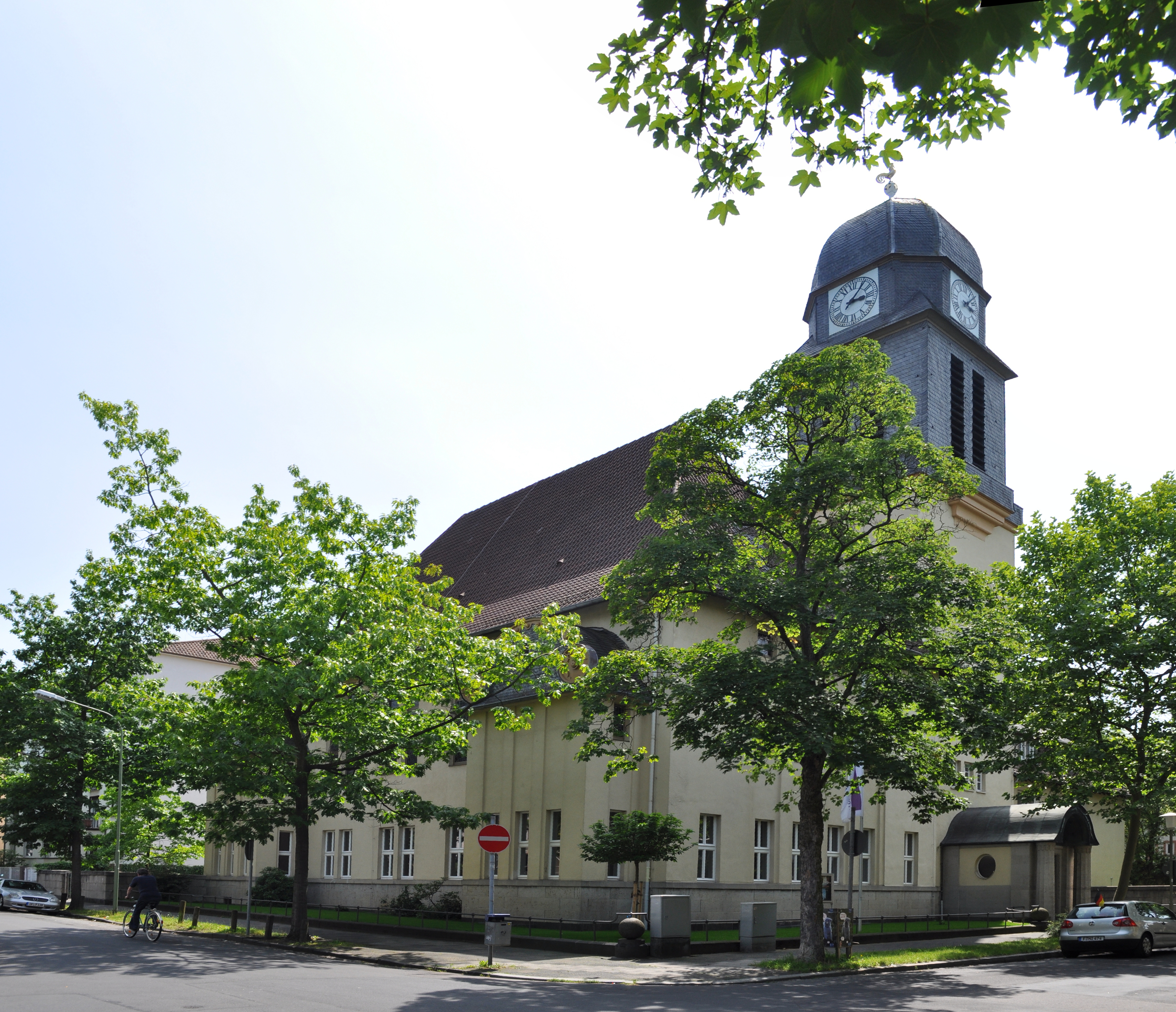
Friedenskirche

Die evangelische Friedenskirche im Stadtteil Westend von Offenbach am Main ist eine zentral in der Stadt gelegene Kirche, die in den Jahren 1911 bis 1912 erbaut wurde. Sie wird von der Friedenskirchengemeinde Offenbach genutzt. Diese gehört zum Evangelischen Stadtdekanat Frankfurt und Offenbach und damit zur Evangelischen Kirche in Hessen und Nassau.
Das Gebäude, dessen Entwurf von dem Architekten Friedrich Pützer stammt, ist Kulturdenkmal nach dem Hessischen Denkmalschutzgesetz.

## Lage
Die Evangelische Friedenskirchengemeinde Offenbach war bis 2018 eine der elf Gemeinden innerhalb des Evangelischen Kirchengemeindeverbandes Offenbach. Zum 1. Januar 2019 wurden die Offenbacher Kirchengemeinden in das Evangelische Stadtdekanat Frankfurt aufgenommen, das sich in Evangelisches Stadtdekanat Frankfurt und Offenbach umbenannte.
Das Gemeindegebiet umfasst die Bereiche zwischen der Stadtgrenze zu Frankfurt am Main im Westen und der Kaiserstraße im Osten, der Berliner Straße im Norden und dem Isenburgring sowie der Brandsbornstraße im Süden. Die Kirche liegt inmitten des Gemeindegebiets.

## Geschichte

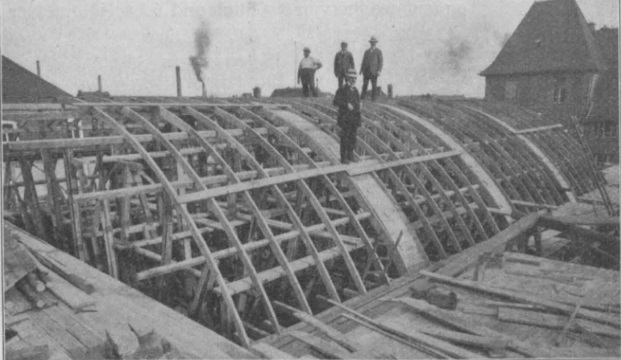
Lehrgerüst für das Gewölbe des Kirchenschiffs, vermutlich 1912

Das Westend Offenbachs – ursprünglich ein Industrie- und Hafenviertel – entwickelte sich ab 1871 allmählich zum Villengebiet, in dem sich vor allem Fabrikbesitzer abseits ihrer Firmen niederließen. Durch die rasche Entwicklung des Quartiers war es am Anfang des 20. Jahrhunderts erforderlich, für dieses Gebiet einen eigenen Seelsorgebezirk abzugrenzen. Die Gottesdienste der Friedenskirchengemeinde, damals noch als Südwestbezirk der „vereinigten evangelisch-protestantischen Kirchengemeinde Offenbach am Main“ bezeichnet, fanden von 1904 bis 1910 in der Erbauungshalle der deutsch-katholischen Gemeinde (jetzt Frei-religiöse Gemeinde) statt. Zugleich wurde ein Kirchbauverein gegründet, der die Planungen für ein eigenes Gotteshaus vorantrieb.
Am 2. September 1910 beschloss der Kirchenvorstand, im Laufe des Jahres 1911 mit dem Bau der Kirche zu beginnen. Den Auftrag für die Bauplanung erhielt der Architekt Friedrich Pützer, Professor an der Technischen Hochschule Darmstadt und seit 1908 Kirchenbaumeister der evangelischen Landeskirche des Großherzogtums Hessen. Die kirchlichen Behörden genehmigten die Pläne. Die örtliche Bauleitung wurde dem Offenbacher Architekten Eduard Walther übertragen. Der Bau konnte am 24. Mai 1911 beginnen, am 23. Juli 1911 wurde der Grundstein für die Kirche gelegt. Am 6. Oktober 1912 wurde die Kirche in Anwesenheit von Großherzog Ernst Ludwig und seiner Frau Eleonore sowie des Fürsten Franz-Joseph zu Isenburg-Birstein eingeweiht. Die Baukosten beliefen sich auf etwa 200.000 bis 230.000 Goldmark. Dies entspricht rund 1,29 bis 1,48 Mio. Euro nach heutiger Kaufkraft.
Den Namen Friedenskirche wählte man, um auf die Herstellung des sozialen Friedens und die Überbrückung sozialer Gegensätze hinzuwirken.
Im Jahre 1920 wurden aus den bisherigen Gemeindebezirken der Offenbacher Gesamtgemeinde selbstständige Gemeinden, der Südwestbezirk nannte sich fortan nach dem Kirchengebäude Friedenskirchengemeinde.

## Gebäude

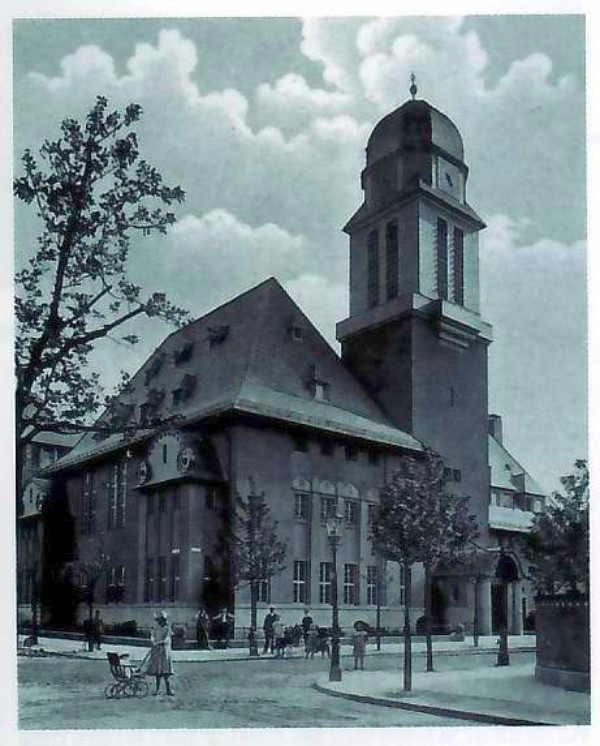
Friedenskirche in der Zeit nach der Einweihung, etwa 1914

Die Ausführung des Bauwerks orientiert sich am Wiesbadener Programm. Das von Emil Veesenmeyer und dem Berliner Architekten Johannes Otzen entwickelte protestantische Kirchenbauprogramm sah vor, dass die Kirche das Gepräge eines Zentrums und Versammlungshauses der Gemeinde haben sollte. Infolge beengter Grundstücksverhältnisse teilte der Architekt den Kirchenbau zweigeschossig auf. Im Untergeschoss befinden sich die Gemeinderäume, hier war einst auch ein Kindergarten eingerichtet, das Obergeschoss dient hauptsächlich dem Gottesdienst. Im freistehenden, zweiflügeligen Jugendstilbau befinden sich daher Gottesdienstraum, Gemeinderäume, sowie Pfarr- und Küsterwohnung unter einem Dach.
Der Kirchenbau, von einem hohen, abgeknickten Walmdach bedeckt, liegt entlang der Tulpenhofstraße, der Turm steht an der Geleitsstraße. Westlich schließt sich das zweigeschossige Pfarrhaus an. Dort findet sich das Portal mit kannelierten Stützen, Kupferdach und kupferbeschlagenen, ornamentierten Türen. Im Tympanon findet sich ein von Ernst Riegel geschaffenes Relief mit einer Arche Noah-Darstellung.
Im Zweiten Weltkrieg wurde die Kirche 1943 schwer beschädigt und bis 1952 wieder aufgebaut. In den Jahren 1983 bis 1987 erfolgte eine Renovierung. Im Untergeschoss haben sich die ursprüngliche Raumaufteilung, Holzvertäfelungen und das Treppenhaus erhalten. Der stark beschädigte Kirchenraum wurde im Zuge des Wiederaufbaues verändert. Die nun glatte Chorwand wurde mit christlichen Symbolen nach einem Entwurf Rudolf Kochs, der Gemeindemitglied und Kirchenvorsteher in der Friedenskirche war, geschmückt. Die Ausführung lag bei Herbert Post, einem Schüler Kochs.
Das Gebäude steht unter Denkmalschutz.

## Einrichtung

### Innenraum

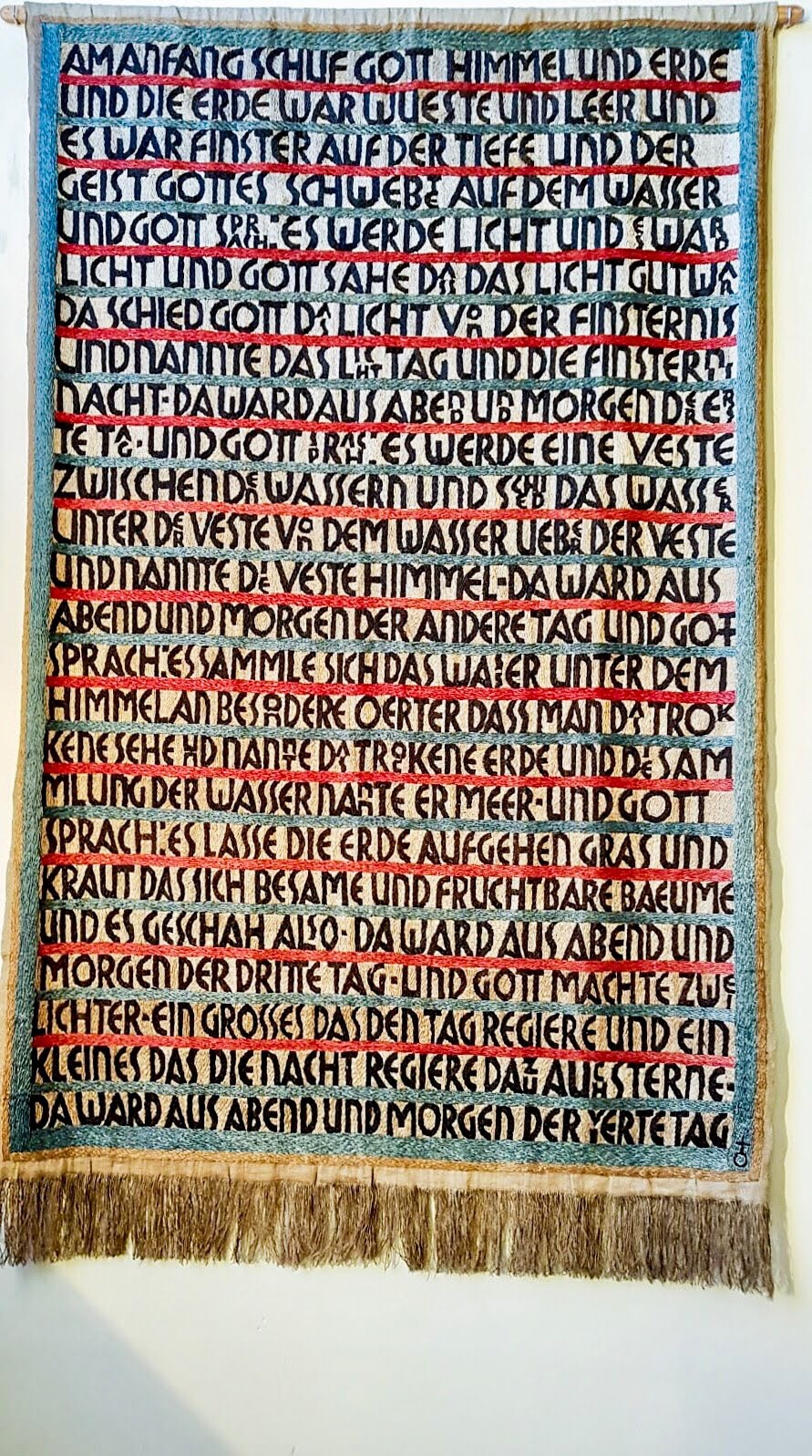
Schriftteppich von Rudolf Koch

Durch Kriegseinwirkungen ist im Innern der Kirche nichts aus ihrer Erbauungszeit erhalten geblieben. Auch die Darstellung des auferstandenen Christus, die früher die Wand hinter dem Altar schmückte, ging durch Kriegsschäden verloren, ebenso die gesamte von Johann Vincenz Cissarz geschaffene Ausmalung. Lediglich das Gestühl blieb vor der Zerstörung bewahrt. Im Rahmen des Wiederaufbaus bis 1952 wurden die Fenster im Kirchenschiff unter Verwendung von Motiven Rudolf Kochs gestaltet. Sie versinnbildlichen Geschichten aus dem Neuen Testament. Rudolf Koch schuf auch den Schriftteppich neben der Kanzel, der den Text des ersten Teiles der Schöpfungsgeschichte aus dem ersten Buch Mose wiedergibt.
Die Altargeräte, die als bedeutende Werke der Goldschmiedekunst der Jugendstilzeit gelten, schuf Ernst Riegel. Hiervon blieben Kanne, zwei Kelche und Brotschale sowie die Klingelbeutel erhalten. In der Werktagskapelle befindet sich ein von Rudolf Koch gestiftetes Kruzifix. Das Kreuz aus dem 20. Jahrhundert ist mit einem qualitätvoll ausgeführten Korpus aus der Mitte des 14. Jahrhunderts versehen.
1992 erfolgte der Einbau eines Aufzugs.

### Orgel

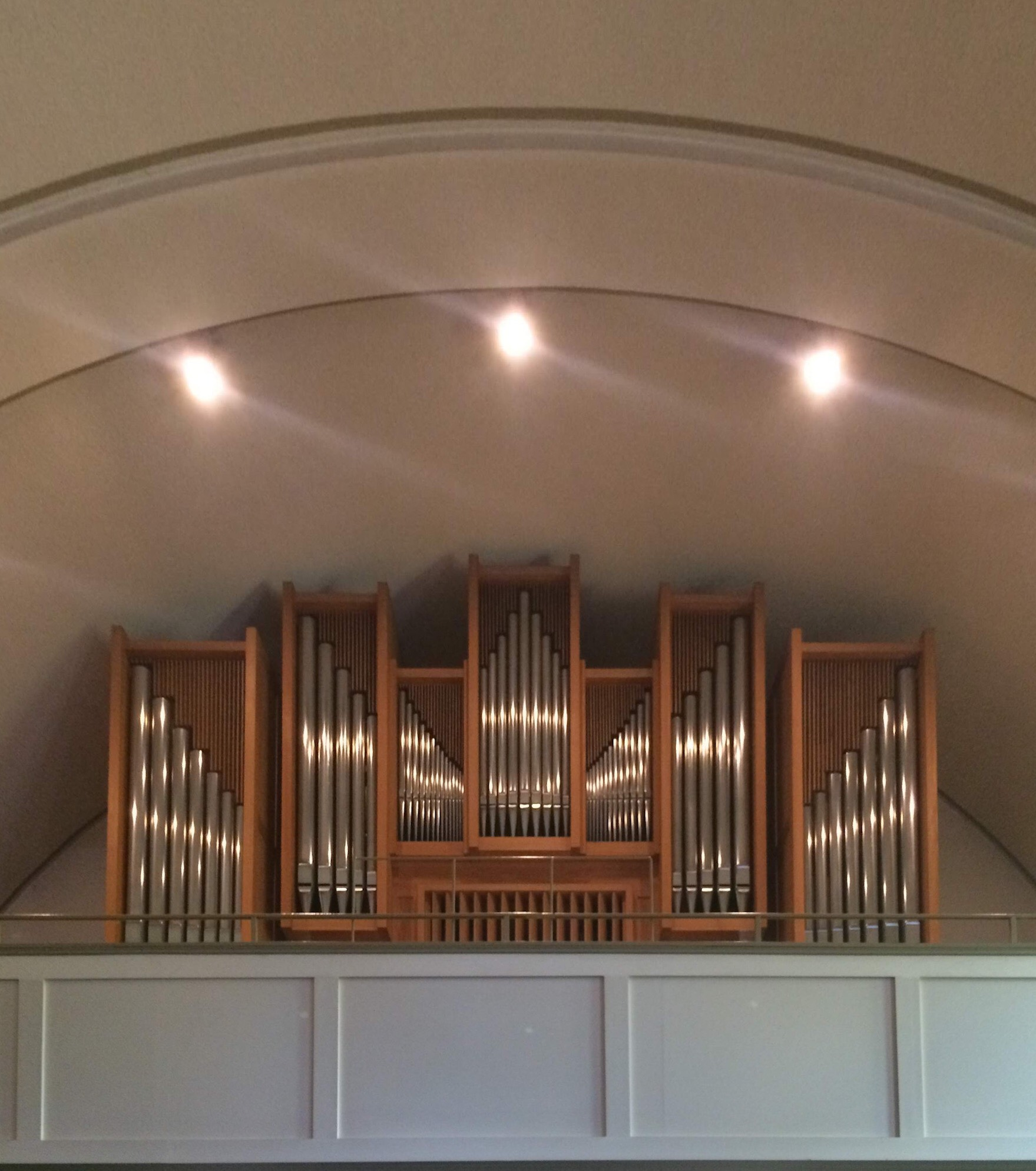
Orgel der Friedenskirche

Die Orgel auf der Nordempore mit 17 Registern auf zwei Manualen und Pedal wurde 1987 von Förster & Nicolaus Orgelbau erbaut.
| I Hauptwerk |             |       |
| 1.          | Prinzipal 0 | 8′    |
| 2.          | Rohrflöte   | 8′    |
| 3.          | Oktave      | 4′    |
| 4.          | Flachflöte  | 2′    |
| 5.          | Mixtur IV   | 1 ⁄3′ |
| 6.          | Trompete    | 8′    |

| II Schwellwerk |              |      |
| 7.             | Holzgedackt  | 8′   |
| 8.             | Blockflöte   | 4′   |
| 9.             | Prinzipal    | 2′   |
| 10.            | Sesquialtera | 2′   |
| 11.            | Zimbel III 0 | 1⁄3′ |
| 12.            | Krummhorn    | 8′   |

| Pedal |             |     |
| 13.   | Subbass     | 16′ |
| 14.   | Oktavbass 0 | 8′  |
| 15.   | Oktave      | 4′  |
| 16.   | Oktave      | 2′  |
| 17.   | Posaune     | 16′ |

Unter der Orgel wurde eine Werktagskapelle eingerichtet.

### Geläut
Vom ersten Geläut der Friedenskirche, welches die Offenbacher Fabrikantenfamilie Heyne stiftete, wurden im Ersten Weltkrieg die beiden größeren Glocken eingeschmolzen, die kleine Glocke nach dem Krieg der evangelischen Gemeinde in Heusenstamm geschenkt.
Das nachfolgende zweite Geläut aus vier Glocken von 1925, die von der Glocken- und Kunstgießerei Rincker gegossen wurden, blieb erhalten. Rudolf Koch besorgte die Beschriftung der Glocken und war mit seinen Schülern beim Guss dabei. Dies trug den Glocken Denkmalschutz ein und bewahrte sie im Zweiten Weltkrieg vor dem Schicksal, eingeschmolzen zu werden. Die drei größeren Glocken wurden zwar zum Kriegsende beschlagnahmt, aber nicht mehr eingeschmolzen und unversehrt zurückgegeben.
Die Glocken des jetzigen Geläuts haben, mit der größten beginnend, folgende Inschriften:
| Nr. | Name     | Gewicht (kg) | Durchmesser (mm) | Nominal (HT-1/16) | Inschrift                                                                                               |
| 1   | Matthäus | 1993         | 1500             | cis1              | Kommet her zu mir, alle, die ihr mühselig und beladen seid, ich will euch erquicken (Matthäus 11,28 )   |
| 2   | Markus   | 1338         | 1250             | e1                | Habt Frieden untereinander (Markus 9,50 ) Wilhelm Klingspor zum Gedächtnis                              |
| 3   | Lukas    | 801          | 1110             | fis1              | Ich bin gekommen, daß ich ein Feuer anzünde auf Erden (Lukas 12,49 )                                    |
| 4   | Johannes | 507,5        | 940              | a1                | Gott ist Geist, und die ihn anbeten, die müssen ihn im Geist und der Wahrheit anbeten (Johannes 04,24 ) |

## Pfarrer
Die kirchliche Arbeit der Gemeinde ist durch eine große Kontinuität bei der seelsorgerischen Tätigkeit geprägt. Dies schlägt sich in der langen Verweildauer der Gemeindepfarrer nieder. Im Einzelnen war die Pfarrstelle der Friedenskirchengemeinde wie folgt besetzt:
- 1912–1913: Theodor Palmer
- 1913–1950: Friedrich Matthäus
- 1950–1984: Wolfgang Lehmann
- 1984–1997: Günther Arras
- 1997–2016: Georg Friedrich Metzger
- 2016–2022: Henriette Crüwell[21]
- Seit Oktober 2022: Burkhard Weitz[22]

## Bedeutung von Rudolf Koch
Wegen der besonderen Beziehung Rudolf Kochs zur Friedenskirche sieht sich die dort ansässige Gemeinde als Wahrer seines geistigen Erbes:

„In der Friedensgemeinde, in der Freundschaft zu Pfarrer Matthäus, im Männerkreis der Friedenskirche ist Rudolf Koch zu dem geworden, was er war und was er weiterhin bedeutet, weit über Offenbach hinaus. Seine Druckschriften, längst in das Druckgewerbe der Welt integriert, hat (sic!) ihren Ursprung darin, daß er aus ‚innerem Drang‘, aus ‚Dankbarkeit‘ die Heilige Schrift ‚schreiben‘ wollte. Sein Leben aus der Schrift aber nährte er aus dem Leben in unserer Gemeinde. Aus diesem Grunde versteht sich die Friedensgemeinde als berufen, dass Erbe Rudolf Kochs in ihren Räumen lebendig zu erhalten und für das geistliche Leben fruchtbar zu machen.“

## Sonstiges

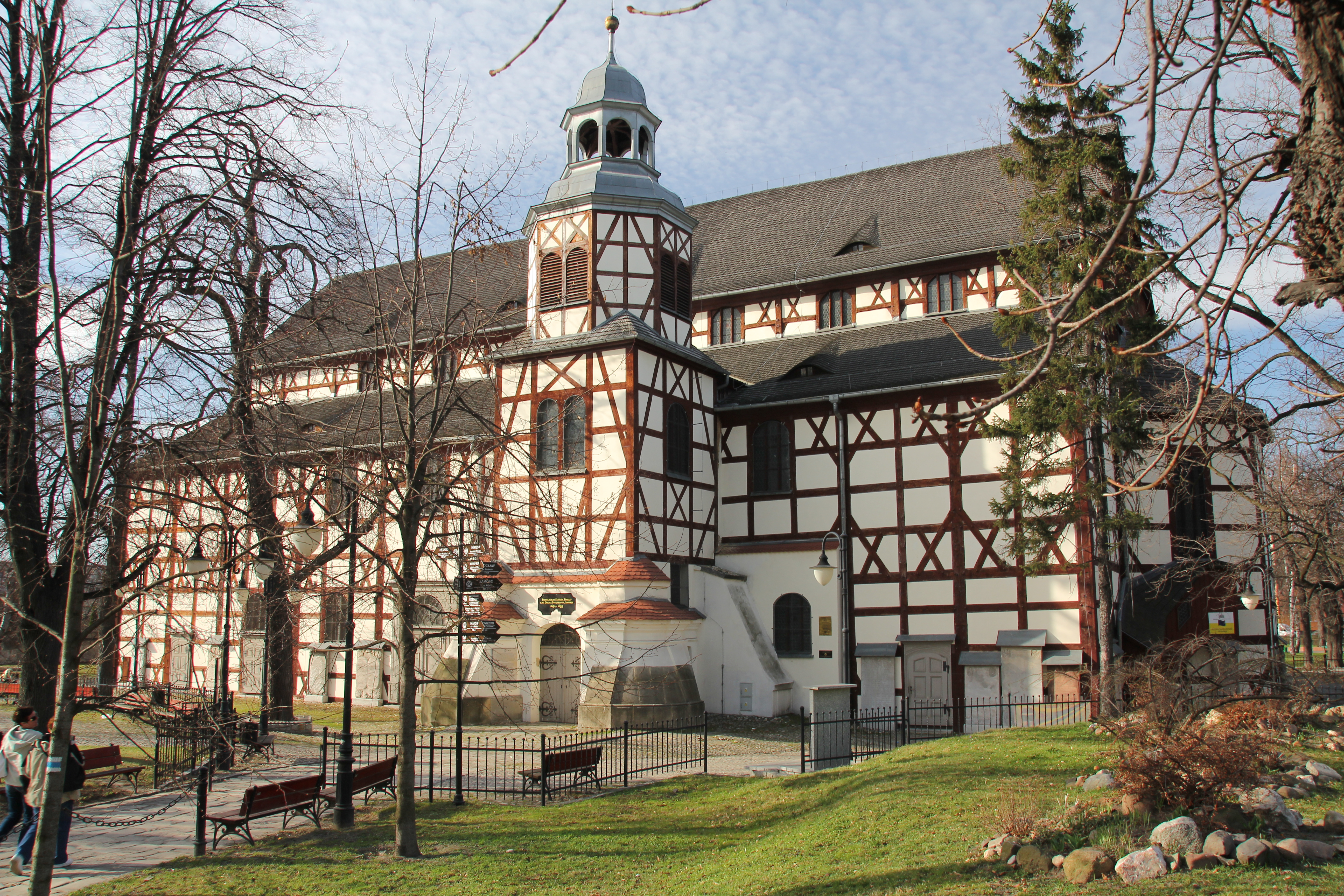
Friedenskirche in Jawor

Der ehemalige Kirchenpräsident der Evangelischen Kirche in Hessen und Nassau und Gründer des Konfessionskundlichen Instituts Bensheim Wolfgang Sucker wurde am 14. Juni 1931 in der Friedenskirche ordiniert und übernahm dort seine erste Pfarrassistenz.
Seit 2004 pflegt die Gemeinde eine Partnerschaft mit der Friedenskirchengemeinde im schlesischen Jawor (Polen).
2015 zählte die Gemeinde etwa 1.900 Gemeindemitglieder, Ende 2016 rund 1.800. Das Gemeindeleben wird durch Aktivitäten geprägt, dazu zählen die vier Chöre, der Frauenkreis, Jungschar für verschiedene Altersgruppen, Konfirmanden- und Jugendarbeit und die Seniorengymnastik. Darüber hinaus unterhält die Gemeinde in der Nähe einen Kindergarten für rund 85 Kinder.
Fünfmal im Jahr erscheint der Gemeindebrief Friedenskirchengemeinde Offenbach a. M., welcher zwölf Seiten in Farbe umfasst. Er enthält neben einem Editorial der Pfarrerin Nachrichten aus dem Gemeindeleben, der Kindertagesstätte sowie dem Dekanat. Zudem gibt es einen Ausblick auf kommende Gottesdienste und Veranstaltungen und einen Rückblick auf die Kasualien.